# Historia Regum Britanniae
La Historia Regum Britanniae (Storia dei re di Britannia) è una cronaca, scritta in latino da Goffredo di Monmouth intorno al 1136, in seguito rivista e ritoccata dall'autore fino al 1147. L'opera, dedicata a Roberto I, conte di Gloucester, ripercorre la storia dei re britanni lungo un periodo di circa 2000 anni, da Bruto di Troia, discendente diretto di Enea (al quale si riconducono quindi le origini della dinastia), fino all'avvento degli Anglo-Sassoni in Gran Bretagna nel VII secolo. La sua popolarità nel Medioevo europeo fu enorme; in particolare, l'opera contribuì in modo fondamentale alla nascita della tradizione letteraria arturiana.

## La genesi dell'opera
Goffredo presentò l'Historia come un'opera storiografica, e come semplice traduzione in latino di un non meglio precisato liber vetustissimus di cronache in gallese, fornitogli dall'arcidiacono Gualtiero di Oxford, suo amico. Se questo sia vero è controverso. Alcuni studiosi hanno messo in dubbio che il liber vetustissimus sia esistito, o che Goffredo potesse avere le conoscenze linguistiche necessarie per tradurre da una lingua celtica. John Morris in The Age of Arthur, per esempio, definisce la Historia un «falso deliberato». Se il liber vetustissimus è un'invenzione, fra le fonti di Goffredo potrebbero trovarsi Nennio (al quale per qualche tempo si è scorrettamente attribuita la paternità stessa dell'Historia) e Gildas. Se invece il liber è esistito, l'opera di Goffredo rappresenta la prima rielaborazione in latino di fonti tradizionali celtiche.

## I contenuti storici e le fonti
Per diversi secoli, gli storici credettero all'esattezza delle notizie riportate da Goffredo. Secondo le interpretazioni moderne, buona parte delle informazioni della Historia sono correlabili a personaggi o eventi storici, ma quasi mai si possono considerare attendibili in senso stretto. Anche sulla scorta dei dubbi circa la questione del liber vetustissimus, vi è chi ha visto nell'opera di Goffredo un lavoro di fantasia con intenti almeno parzialmente politici, e in particolare a sostegno dei bretoni contro i gallesi e dei britanni contro i sassoni.
Nella Historia Goffredo incluse anche le Prophetiae Merlini, una sua opera precedente costituita da una collezione di profezie di Merlino sul futuro della Britannia, anche in questo caso con implicazioni politiche piuttosto evidenti. Può essere interessante osservare che anche nella dedica iniziale delle Prophetiae Goffredo sostenne di essere solo un traduttore di (altri) oscuri testi celtici; circostanza che avvalorerebbe l'ipotesi che il riferimento al "testo perduto" sia un classico espediente letterario, forse usato da Goffredo per mascherare gli elementi propagandistici o politici di alcuni passi delle sue opere.
D'altra parte, i critici di Goffredo suoi contemporanei, pur mettendo in discussione la veridicità delle informazioni riportate dall'Historia, non si spinsero mai fino al punto di sostenere che la sua fosse una pura opera di fantasia; e anche gli studiosi moderni hanno osservato che questa ipotesi appare tanto inverosimile quanto quella di Goffredo puro "traduttore". Per esempio, se nel successivo Vita Merlini Goffredo attribuisce una innaturale longevità a Merlino, ciò sembra avere lo scopo di riconciliare il "suo" personaggio con due figure storico-leggendarie di epoche diverse, Myrddin Emrys e Myrddin Wyllt, a cui evidentemente Goffredo aveva attinto tramite qualche "fonte", forse proprio di origine celtica. È dunque probabile che Goffredo si ispirasse complessivamente alla tradizione celtica gallese; non proprio traducendola, ma reinterpretandola e adattandola (al suo gusto o ai suoi interessi).

## Contenuto

### Dedizione
Goffredo inizia il libro con una dichiarazione del suo scopo nello scrivere la storia: "Non sono stato in grado di scoprire nulla sui re che vissero qui prima dell'Incarnazione di Cristo, o addirittura su Artù e tutti gli altri che seguirono dopo l'Incarnazione. Eppure le gesta di questi uomini furono tali che meritano di essere lodate per sempre ". Afferma di aver ricevuto una fonte per questo periodo dall' Arcidiacono Walter di Oxford, che gli ha presentato un "certo libro molto antico scritto in lingua britannica" da cui ha tradotto la sua storia. Cita anche Gildas e Beda il Venerabile come fonti. Segue poi una dedica a Robert di Gloucester e Waleran de Beaumont, I conte di Worcester, ai quali ingiunge di usare la loro conoscenza e saggezza per migliorare la sua storia. storia dei re d'Inghilterra

### Libro Primo
La stessa Historia inizia con il Troiano Enea, che, secondo l'Eneide di Virgilio, si stabilì in Italia dopo la Guerra di Troia. Il suo pronipote Bruto viene bandito e, dopo un periodo di vagabondaggio, viene ordinato dalla dea Diana di stabilirsi su un'isola nell'oceano occidentale. Bruto sbarca a Totnes e chiama l'isola, poi chiamata Albion, "Gran Bretagna" come se stesso. Bruto sconfigge i giganti, unici abitanti dell'isola, e stabilisce la sua capitale, Troia Nova ("Nuova Troia"), sulle rive del Tamigi; in seguito è noto come Trinovantum, e infine ribattezzata Londra.

### Libro Secondo
Quando Bruto muore, i suoi tre figli, Locrinus, Kamber e Albanactus, si dividono il paese; i tre regni sono denominati Loegria, Kambria (a nord e ad ovest del Severn fino a Humber) e fino ad Alba (la Scozia). La storia procede quindi rapidamente attraverso i regni dei discendenti di Locrinus, incluso Bladud, che usa la magia e cerca persino di volare, ma muore nel farlo.
Il figlio di Bladud Leir regna per sessant'anni. Non ha figli, quindi una volta raggiunta la vecchiaia decide di dividere il suo regno tra le sue tre figlie, Goneril, Regan e Cordelia. Per decidere chi dovrebbe ottenere la quota maggiore, chiede alle sue figlie quanto lo amano. Goneril e Regan danno risposte stravaganti, ma Cordelia risponde in modo semplice e sincero; arrabbiato, non dà a Cordelia terra. Goneril e Regan condivideranno metà dell'isola con i loro mariti, i Duchi di Albany e Cornovaglia. Cordelia sposa Aganippus, re dei Franchi, e parte per la Gallia. Presto Goneril e Regan ei loro mariti si ribellano e prendono l'intero regno. Dopo che a Leir sono stati portati via tutti i suoi assistenti, inizia a rimpiangere le sue azioni nei confronti di Cordelia e si reca in Gallia. Cordelia lo riceve con compassione e ripristina le sue vesti reali e il suo seguito. Aganippus solleva un esercito gallico per Leir, che torna in Gran Bretagna, sconfigge i suoi generi e riconquista il regno. Leir governa per tre anni e poi muore; Cordelia eredita il trono e regnò per cinque anni prima che Margano e Cunedagius, i figli delle sue sorelle, si ribellino contro di lei. Imprigionano Cordelia, che addolorata si uccide. Marganus e Cunedagius si dividono il regno, ma presto litigano e entrano in guerra tra loro. Cunedagius alla fine uccide Marganus in Galles e conserva l'intero regno, governando per trentatré anni. Gli succede il figlio Rivallo.
Un successivo discendente di Cunedagius, il re Gorboduc, ha due figli chiamati Ferreux e Porrex. Litigano e alla fine entrambi vengono uccisi, scatenando una guerra civile. Questo porta la Gran Bretagna a essere governata da cinque re, che continuano ad attaccarsi a vicenda. Dunvallo Molmuzio, figlio di Cloten, re di Cornovaglia, diventa preminente. Alla fine sconfigge gli altri re e stabilisce il suo dominio su tutta l'isola. Si dice che abbia «stabilito le cosiddette “leggi mulmotine” che sono ancora famose oggi tra gli inglesi».

### Libro Terzo
I figli di Dunvallo, Belino e Brennio, combattono una guerra civile prima di essere riconciliati dalla madre, e procedono al saccheggio di Roma. Vittorioso, Brennio rimane in Italia, mentre Belino torna a governare la Gran Bretagna.
Seguono numerosi brevi resoconti dei successivi re. Questi includono Lud (Historia Regum Britanniae), che rinomina Trinovantum "Kaerlud" dopo se stesso; questo in seguito viene corrotto in London. A Lud succede il fratello, Cassivellauno, poiché i figli di Lud Androgeus e Tasciovano non sono ancora maggiorenni. In compenso, Androgeus viene nominato Duca di Kent e Trinovantum (Londra), e Tenvantius viene nominato Duca di Cornwall.

### Libro Quarto
Dopo la sua conquista della Gallia, Giulio Cesare guarda il mare e decide di ordinare alla Gran Bretagna di giurare obbedienza e rendere omaggio a Roma. I suoi comandi ricevono risposta da una lettera di rifiuto di Cassivellauno. Cesare naviga con una flotta in Gran Bretagna, ma viene sopraffatto dall'esercito di Cassivellauno e costretto a ritirarsi in Gallia. Due anni dopo fa un altro tentativo, ma viene nuovamente respinto. Quindi Cassivellauno litiga con uno dei suoi duchi, Androgeo, che invia una lettera a Cesare chiedendogli di aiutarlo a vendicare l'onore del duca. Cesare invade ancora una volta e assedia Cassivellaunus su una collina. Dopo diversi giorni Cassivellauno si offre di fare la pace con Cesare, e Androgeo, pieno di rimorso, si reca da Cesare per implorare pietà. Cassivellauno rende omaggio e fa pace con Cesare, che poi torna in Gallia.
Cassivelauno muore e gli succede il nipote Tenvantius, poiché Androgeus è andato a Roma. A Tenvanzio succede a sua volta il figlio Cunobelino, e poi il figlio di Kymbelinus Guiderio. Guiderio si rifiuta di rendere omaggio all'imperatore Claudio, che poi invade la Gran Bretagna. Dopo che Guiderio viene ucciso in battaglia con i romani, suo fratello Arvirargo continua la difesa, ma alla fine accetta di sottomettersi a Roma e riceve in matrimonio la figlia di Claudio, Genvissa. Claudio torna a Roma, lasciando la provincia sotto il governatorato di Arviragus.
La stirpe dei re britannici continua sotto il dominio romano e comprende Lucio, il primo re cristiano della Gran Bretagna, e diverse figure romane, tra cui l'imperatore Costantino I, l'usurpatore Alletto e il comandante militare Asclepiodoto. Quando Ottavio passa la corona a suo genero Maximianus, suo nipote Conan Meriadoc riceve il governo della Bretagna per compensare il mancato successo. Dopo un lungo periodo di dominio romano, i romani decidono di non voler più difendere l'isola e partono. I britannici vengono immediatamente assediati dagli attacchi dei Pitti, scozzesi e danesi, soprattutto perché il loro numero si è esaurito a causa della colonizzazione della Bretagna da parte di Conan e di Massimiano che usa le truppe britanniche per le sue campagne. In preda alla disperazione i Britanni inviano lettere al generale delle forze romane, chiedendo aiuto, ma non ricevono risposta (questo passaggio prende in prestito pesantemente da una parte del De Excidio et Conquestu Britanniae di Gildas).

### Libri Quinto e Sesto
Dopo che i Romani se ne andarono, i Britanni chiesero al Re di Bretagna (Armorica), discendente di Conan, di governarli. Tuttavia, Aldroenus invece manda suo fratello Costantino a governare i Britanni. Dopo la morte di Constantine, Vortigern aiuta il figlio maggiore Constante ad avere successo, prima di consentire il loro assassinio e salire al potere. I restanti figli di Costantino Aurelio Ambrosio e Uther sono troppo giovani per governare e vengono portati al sicuro in Armorica. Vortigern invita gli Sassoni sotto Hengist e Horsa a combattere per lui come mercenari, ma questi insorgono contro di lui. Perde il controllo di gran parte della sua terra e incontra Mago Merlino.

### Libro Settimo: Le Profezie di Merlino
A questo punto Geoffrey interrompe bruscamente il suo racconto inserendo una serie di profezie attribuite a Merlino. Alcune delle profezie fungono da epitome dei prossimi capitoli della Historia, mentre altre sono velate allusioni a persone ed eventi storici del mondo normanno nell'XI-XII secolo. Il resto è oscuro.

### Libro Ottavo
Dopo che Aurelio Ambrosio ha sconfitto e ucciso Vortigern, diventando re, la Gran Bretagna rimane in uno stato di guerra sotto di lui e suo fratello Uther. Entrambi sono assistiti dal mago Merlino. Ad un certo punto durante la continua serie di battaglie, Ambrosio si ammala e Uther deve guidare l'esercito per lui. Ciò consente a un assassino nemico di fingere di essere un medico e avvelenare Ambrosio. Quando il re muore, nel cielo notturno appare una cometa che assume la forma di una testa di drago (pendragon), che Merlino interpreta come un segno che Ambrosio è morto e che Uther sarà vittorioso e gli succederà. Quindi, dopo aver sconfitto i suoi ultimi nemici, Uther aggiunge "Pendragon" al suo nome e viene incoronato re.
Ma un altro nemico colpisce, costringendo Uther a fare di nuovo la guerra. Questa volta viene temporaneamente sconfitto, ottenendo la vittoria finale solo con l'aiuto del Duca Gorlois di Cornovaglia. Ma mentre festeggia questa vittoria con Gorlois, si innamora della moglie del duca, Igerna. Questo porta alla guerra tra Uther Pendragon e Gorlois di Cornovaglia, durante la quale Uther giace clandestinamente con Igerna attraverso la magia di Merlino. Il celebre Artù viene concepito quella notte. Poi Gorlois viene ucciso e Uther sposa Igerna. Ma deve combattere di nuovo contro i Sassoni. Sebbene Uther alla fine trionfi, muore dopo aver bevuto l'acqua di una sorgente avvelenata dai Sassoni.

### Libri Nono e Decimo
Il figlio di Uther Artù sale al trono e sconfigge i Sassoni così duramente che cessano di essere una minaccia solo dopo la sua morte. Nel frattempo, Artù conquista la maggior parte del nord Europa e inaugura un periodo di pace e prosperità che dura fino a quando i romani, guidati da Lucio Tiberio, chiedono che la Gran Bretagna renda nuovamente omaggio a Roma. Artù sconfigge Lucio in Gallia, con l'intenzione di diventare imperatore, ma in sua assenza, suo nipote Mordred seduce e sposa Ginevra e si impadronisce del trono.

### Libri Undicesimo e Dodicesimo
Artù ritorna e uccide Mordred nella Battaglia di Camlann, ma, ferito a morte, viene portato sull'isola di Avalon, e consegna il regno a suo cugino Costantino, figlio di Cador e Duca di Cornovaglia.
I Sassoni tornarono dopo la morte di Artù, ma non avrebbero posto fine alla stirpe dei re britannici fino alla morte di Cadwallader. Cadwallader è costretto a fuggire dalla Gran Bretagna e chiede l'aiuto del re Alan degli Amoricani. Tuttavia la voce di un angelo gli dice che i britannici non regneranno più e dovrebbe andare a Roma. Cadwallader lo fa, morendo lì, anche se lascia suo figlio e suo nipote a governare i restanti britannici. I restanti Britanni vengono spinti in Galles e il sassone Athelstan diventa re di Loegria.

## Fortuna
L'Historia conobbe un'enorme diffusione per tutto il Medioevo: basti pensare che ce ne sono giunti oltre duecento copie manoscritte. Se fin dal XII secolo l'opera conobbe critici agguerriti che ne mettevano in dubbio la verosimiglianza storica (per esempio Guglielmo di Newburgh e Giraldo di Barri), le vicende fantastiche dei leggendari re bretoni narrate da Goffredo fecero invece, indubbiamente, la storia della letteratura. Alla diffusione dell'opera contribuirono sia le numerose copie manoscritte, sia la diffusione orale che ne fecero bardi e menestrelli. L'eredità letteraria diretta dell'Historia si può tracciare da William Shakespeare ad Algernon Swinburne. Quella indiretta, per i motivi che si diranno, è incalcolabile.
Fra i sovrani di cui tratta l'Historia si possono citare: Bruto di Troia, figlio di Silvio e quindi discendente di Enea, fondatore della colonia di Britannia, che da lui prenderebbe il nome; Leir, ovvero il Re Lear poi ripreso da Shakespeare, di cui non risultano menzioni antecedenti alla Historia; Cassibelano, re dei Britanni al tempo dell'invasione dei Romani di Cesare; Cunobelino, ancora fonte di ispirazione di Shakespeare per Cimbelino; Lucio, primo re cristiano di Britannia; il "Vecchio Re Cole" - l'Old King Cole citato da una popolare filastrocca inglese; Costantino I, primo imperatore romano cristiano; e Vortigern, famoso re protagonista di molte leggende medioevali. Ma il sovrano che emerge sopra ogni altro è certamente Re Artù, cui sono dedicati ben tre dei dodici volumi complessivi. Pur con qualche incongruenza e bizzarria (un'interpretazione letterale del testo porterebbe a pensare che Artù sia vissuto più di trecento anni e abbia dominato l'intera Europa), la narrazione di Goffredo contribuì in modo fondamentale a diffondere in tutta Europa gli elementi essenziali su cui si sarebbe sviluppato, nel corso dei secoli, l'intero ciclo bretone.
Alla Historia si deve anche la nascita del personaggio letterario di Merlino. Se infatti le Prophetiae si riferivano al personaggio tradizionale di Myrddin Emrys, nella Historia Goffredo colloca Myrddin/Merlin in quella relazione con i regnanti bretoni che porterà il mago, negli sviluppi successivi della saga, a diventare consigliere di Artù e dei Cavalieri della Tavola Rotonda. La prima apparizione di Merlino, alla corte di Re Vortigern, in effetti riprende un episodio tradizionale, già presente nella Historia Brittonum di Nennio; il ragazzo che in Nennio si chiamava Ambrosius diventa Merlino, oppure (anche in questo caso con una probabile acrobazia di un Goffredo intento a riconciliare e unificare le fonti) Merlinus Ambrosius.

## Edizioni italiane
- Storia dei re di Britannia. Traduzione dal latino, introduzione e note di Gabriella Agrati e Maria Letizia Magini. Biblioteca della Fenice, Guanda, Parma 2005 (Ia edizione 1989). ISBN 88-8246-822-4
- Historia Regum Britanniae. Traduzione dal latino, introduzione e note di Italo Pin. Treves Editore, Roma 2005 (prima edizione Studio Tesi Editore, Roma 1993)